# 波利科罗
波利科罗（義大利語：Policoro），是意大利马泰拉省的一个市镇。总面积67平方公里，人口16287人，人口密度243.1人/平方公里（2009年）。ISTAT代码为077021。